# Victoria Kamāmalu
Titre
Héritière présomptive du trône d'Hawaï
30 novembre 1863 – 29 mai 1866
(2 ans, 5 mois et 29 jours)
Signature
Victoria Kamāmalu, également connue sous le nom de Kalehelani Kiheahealani, née le 1er novembre 1838 à Honolulu (Hawaï) où elle est morte le 29 mai 1866, est une princesse royale hawaïenne, fille de la régente Kinau et sœur des rois Kamehameha IV et Kamehameha V. Habile en politique, elle épaule ses frères et se présente notamment comme une future reine potentielle. Sa mort soudaine en 1866 met fin à ses ambitions.
Elle est également l'épouse de son cousin et futur roi d'Hawaï, Lunalilo.

## Biographie

### Famille

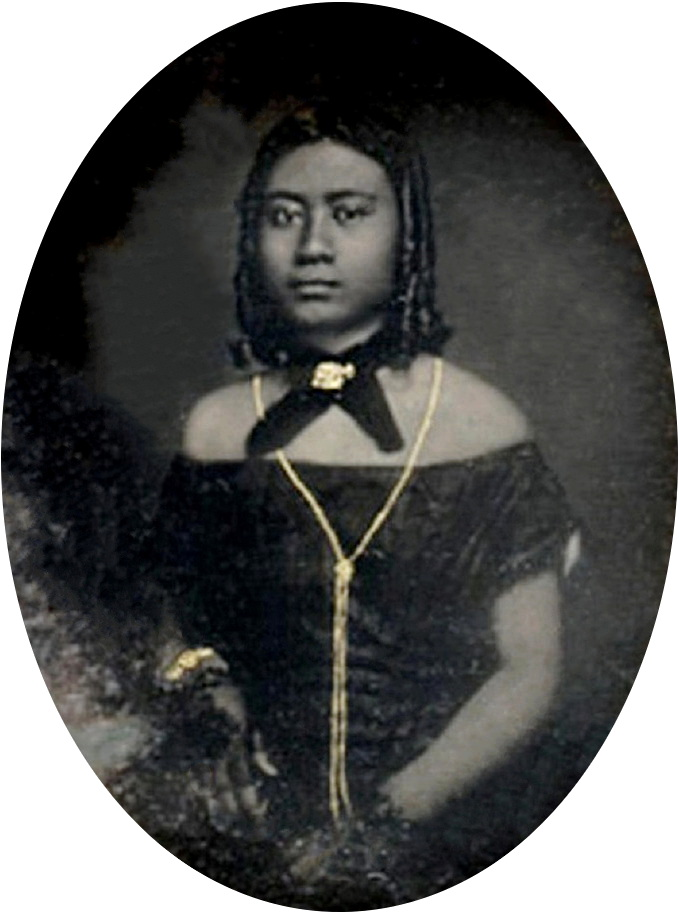
La jeune princesse Victoria, en 1855.

Née au fort d'Honolulu le 1er novembre 1838, Victoria est le dernier enfant et la troisième d'Elisabeta Kinau, princesse et régente d'Hawaï, et de son mari, Mataio Kekūanāoa, gouverneur d'Oahu.
Par sa mère, Victoria est la petite-fille du roi Kamehameha Ier et de la reine Kalākua Kaheiheimālie, ainsi que la nièce des rois Kamehameha II et Kamehameha III. Elle est également la sœur de deux autres rois, Kamehameha IV et Kamehameha V, ainsi que des princes David Kamehameha et Moses Kekuaiwa et des princesses Ruth Keelikolani et Bernice Pauahi. Elle porte le nom de sa tante maternelle, la reine Kamāmalu, l'épouse de Kamehameha II et la sœur de Kinau, décédée à Londres de la rougeole en 1824 avec son époux. Le nom chrétien de Victoria lui fut donné d'après celui de la reine Victoria pour maintenir l'amitié étroite entre les monarques britanniques et les monarques hawaïens. Kinau mourut des oreillons quelques mois après la naissance de Victoria.

### Premières années
Victoria a fait ses études à l'école royale avec tous ses cousins et frères et sœurs. Avec ses autres camarades de classe, elle a été choisie par son oncle, le roi Kamehameha III, pour être éligible au trône du royaume d'Hawaï. Déjà déterminée, elle a été éduquée avec une attention particulière et s'est très vite intéresser à la politique et au rôle qu'elle pourrait jouer dans un avenir proche.
Le père de Victoria, Kekūanāoa, l'a également éduquée. Ce dernier était le gouverneur royal de l'île d'Oahu. À Honolulu, Kekūanāoa a construit pour sa fille un manoir de style néo-grec qui était la plus grande résidence de la ville d'Honolulu. Cependant, ce dernier était endetté envers les étrangers, alors son beau-frère, Kamehameha III, lui racheta le palais. Il en fit son palais royal et l'appela Hale Ali'i (Maison des princes) et en fit ainsi le premier palais 'Iolani.
Victoria avait seulement deux mois de moins que l'une de ses cousines, la future reine Lydia Liliʻuokalani. Victoria était destinée dès son plus jeune âge à devenir souveraine un jour, comme ses frères et sœurs, mais c'est pourtant Liliʻuokalani qui deviendra plus tard la première et unique reine d'Hawaï en raison de la mort prématurée de Victoria.

### Influence politique

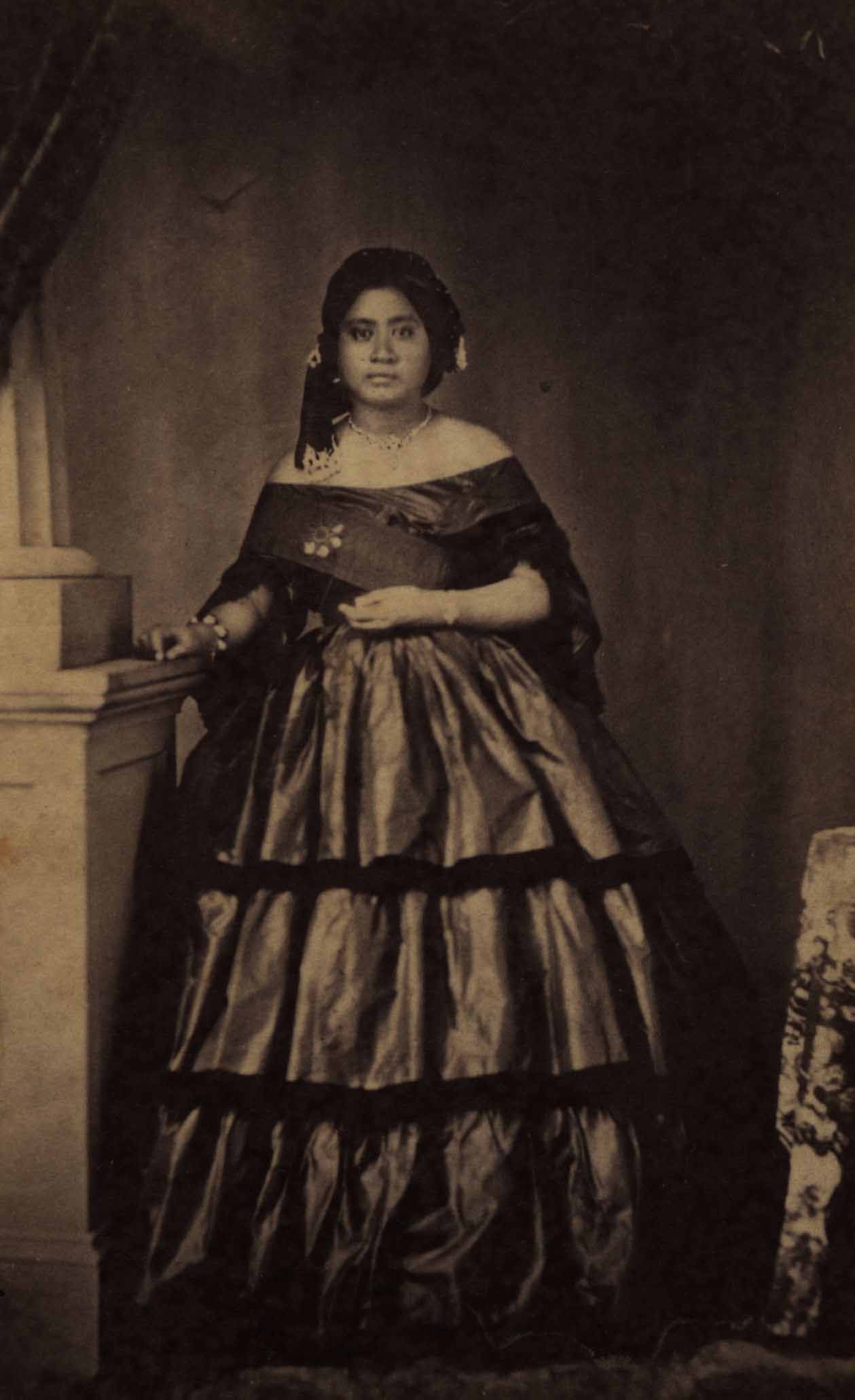
Photographie de la princesse Victoria.

En 1854, son oncle, le roi Kamehameha III, mourut sans descendance légitime et c'est donc le frère de Victoria, Alexander Liholiho qui accéda au trône en tant que Kamehameha IV. Selon Robert Crichton Wyllie, premier ministre et ami de confiance de la famille royale, les opposants au nouveau roi prévoyaient de le renverser et de placer sa sœur la princesse Victoria sur le trône à sa place. Cependant, la conspiration n'a jamais abouti à quoi que ce soit. Conscient du potentiel de sa sœur, Kamehameha IV chargea Victoria de présidé le Conseil privé du roi.
En 1862, Victoria et son frère Lot, furent officiellement reconnus comme héritiers par un amendement à la Constitution de 1852. Lot et ses héritiers, suivis de la princesse Victoria et de ses héritiers, réussiraient dans le cas où leur frère mourrait sans héritiers légitimes. Le changement a été effectué peu de temps avant la mort du prince Albert Kamehameha, le fils unique de Kamehameha IV, le 23 août 1862.

### Mariage

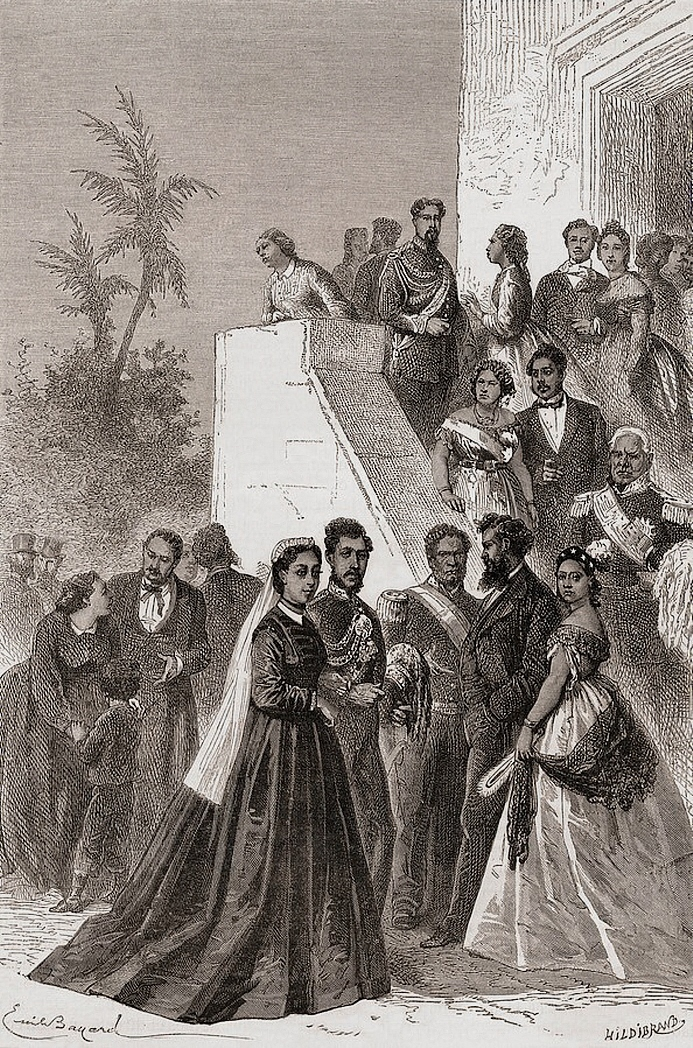
Mariage de la princesse Victoria avec son cousin, le prince Lunalilo.

En 1857, Victoria fut mariée à son fiancé de longue date, son propre cousin William Charles Lunalilo. Leurs parents avaient planifié leur mariage dès l'enfance et ce dernier fut très bien accueillie par les Hawaïens. Mais peu de temps après, son frère, le roi Kamehameha IV, s'opposa à Lunalilo et le mariage fut donc annulé sous ordre de ce dernier. La raison officielle en était que le roi, craignant les ambitions du prince David Kalakaua, voulait favoriser un rapprochement entre la dynastie des Kamehameha et celle des Kalakaua. Ainsi, Victoria épouserait David et Lunalilo la sœur de David, la future Liliʻuokalani. Mais les plans du roi furent perturbés lorsque Kalakaua refusa de se lié à Victoria, lui préférant Kapiʻolani. Après avoir envisagé un remariage entre Victoria et Lunalilo, les deux ex-mariés renoncèrent à ce projet, menant chacun une vie différente.

### Princesse héritière
Victoria était une héritière attendue du trône tout au long de sa vie, car ses deux frères étaient incapables de laisser une descendance légitime durable derrière eux. En fait, elle a été nommée héritière apparente et princesse héritière par son frère le roi Kamehameha V en 1863. Elle serait ainsi devenue la première reine régnante d'Hawaï à la mort de son frère.
Considérée comme pro-américaine contrairement à ses frères, la princesse avait une amitié étroite avec certains missionnaires américains. Passionnée par la musique, elle était une pianiste et chanteuse accomplie et se donner même en spectacle dans les églises royales. Le premier ministre Wyllie jugea inapproprié qu'une princesse royale chante dans une chorale et tenta de la convaincre d'arrêter, mais elle resta fidèle aux missionnaires américains et continua. Lorsque la famille royale est passée de la foi congrégationaliste calviniste à l'Église anglicane d'Hawaï, Victoria a refusé d'abandonner sa foi protestante "pro-américaine".

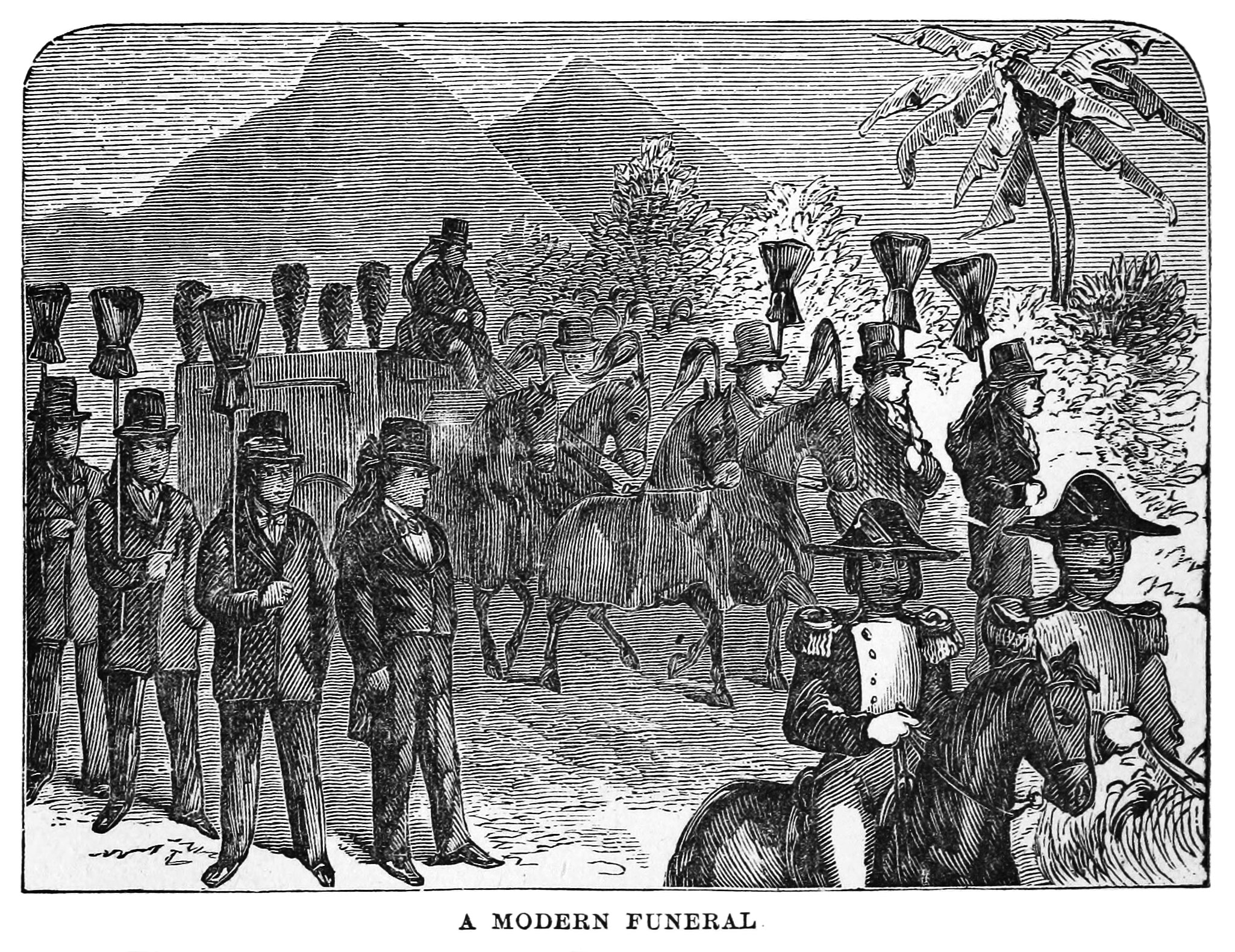
Funérailles de la princesse Victoria (1866).

En 1863, elle fonda la Ka'ahumanu Society, une organisation s'occupant du bien-être des Hawaïens malades et âgés, à l'origine pour soigner les victimes de l'épidémie de variole.

### Décès
Kamāmalu tomba malade lors d'une fête donnée à la résidence de l'évêque à Honolulu, en février 1866. La maladie continua et aboutit à une paralysie début mai. Elle est alitée pendant les trois dernières semaines de sa vie. Les médecins Seth Porter Ford et Ferdinand William Hutchison ont été consultés malgré l'aggravation de son état. Kamāmalu n'a pas récupéré et est décédé à 10 heures du matin le 29 mai 1866, à la maison Papakanene à Mokuʻaikaua, à l'âge de 27 ans.
La mort sans enfant de Victoria a laissé son frère le roi Kamehameha V sans héritiers. Après la mort de ce dernier en 1872, une élection eu lieu pour déterminer qui de Kalakaua et Lunalilo pourrait accéder au trône. Lunalilo gagne facilement la confiance des législateurs et se fait élire roi, régnant ainsi à la place de son ex-épouse.

## Ascendance
|  |                                           |  |  |  |  |  |  |  |  |  |  |  |  |  |  |  |
|  | 16. Uluʻehu de Molokaʻi y Lānaʻi          |  |  |  |  |  |  |  |  |  |  |  |  |  |  |  |
|  |                                           |  |  |  |  |  |  |  |  |  |  |  |  |  |  |  |
|  |                                           |  |  |  |  |  |  |  |  |  |  |  |  |  |  |  |
|  | 8. Kuʻimeheua                             |  |  |  |  |  |  |  |  |  |  |  |  |  |  |  |
|  |                                           |  |  |  |  |  |  |  |  |  |  |  |  |  |  |  |
|  |                                           |  |  |  |  |  |  |  |  |  |  |  |  |  |  |  |
|  | 17. Kalaniomaiheuila de Maui              |  |  |  |  |  |  |  |  |  |  |  |  |  |  |  |
|  |                                           |  |  |  |  |  |  |  |  |  |  |  |  |  |  |  |
|  |                                           |  |  |  |  |  |  |  |  |  |  |  |  |  |  |  |
|  | 4. Malailua Nahiʻolea                     |  |  |  |  |  |  |  |  |  |  |  |  |  |  |  |
|  |                                           |  |  |  |  |  |  |  |  |  |  |  |  |  |  |  |
|  |                                           |  |  |  |  |  |  |  |  |  |  |  |  |  |  |  |
|  | 18. Roi ʻIkanaka d'Hilo                   |  |  |  |  |  |  |  |  |  |  |  |  |  |  |  |
|  |                                           |  |  |  |  |  |  |  |  |  |  |  |  |  |  |  |
|  |                                           |  |  |  |  |  |  |  |  |  |  |  |  |  |  |  |
|  | 9. Princesse Kaupekamoku d'Hilo           |  |  |  |  |  |  |  |  |  |  |  |  |  |  |  |
|  |                                           |  |  |  |  |  |  |  |  |  |  |  |  |  |  |  |
|  |                                           |  |  |  |  |  |  |  |  |  |  |  |  |  |  |  |
|  | 19. Aliʻi Nui Kaʻoulikoʻokeaokalani       |  |  |  |  |  |  |  |  |  |  |  |  |  |  |  |
|  |                                           |  |  |  |  |  |  |  |  |  |  |  |  |  |  |  |
|  |                                           |  |  |  |  |  |  |  |  |  |  |  |  |  |  |  |
|  | 2. Mataio Kekūanāoa                       |  |  |  |  |  |  |  |  |  |  |  |  |  |  |  |
|  |                                           |  |  |  |  |  |  |  |  |  |  |  |  |  |  |  |
|  |                                           |  |  |  |  |  |  |  |  |  |  |  |  |  |  |  |
|  | 20.                                       |  |  |  |  |  |  |  |  |  |  |  |  |  |  |  |
|  |                                           |  |  |  |  |  |  |  |  |  |  |  |  |  |  |  |
|  |                                           |  |  |  |  |  |  |  |  |  |  |  |  |  |  |  |
|  | 10. Pupuka d'Ewa                          |  |  |  |  |  |  |  |  |  |  |  |  |  |  |  |
|  |                                           |  |  |  |  |  |  |  |  |  |  |  |  |  |  |  |
|  |                                           |  |  |  |  |  |  |  |  |  |  |  |  |  |  |  |
|  | 21.                                       |  |  |  |  |  |  |  |  |  |  |  |  |  |  |  |
|  |                                           |  |  |  |  |  |  |  |  |  |  |  |  |  |  |  |
|  |                                           |  |  |  |  |  |  |  |  |  |  |  |  |  |  |  |
|  | 5. Inaina                                 |  |  |  |  |  |  |  |  |  |  |  |  |  |  |  |
|  |                                           |  |  |  |  |  |  |  |  |  |  |  |  |  |  |  |
|  |                                           |  |  |  |  |  |  |  |  |  |  |  |  |  |  |  |
|  | 22.                                       |  |  |  |  |  |  |  |  |  |  |  |  |  |  |  |
|  |                                           |  |  |  |  |  |  |  |  |  |  |  |  |  |  |  |
|  |                                           |  |  |  |  |  |  |  |  |  |  |  |  |  |  |  |
|  | 11.                                       |  |  |  |  |  |  |  |  |  |  |  |  |  |  |  |
|  |                                           |  |  |  |  |  |  |  |  |  |  |  |  |  |  |  |
|  |                                           |  |  |  |  |  |  |  |  |  |  |  |  |  |  |  |
|  | 23.                                       |  |  |  |  |  |  |  |  |  |  |  |  |  |  |  |
|  |                                           |  |  |  |  |  |  |  |  |  |  |  |  |  |  |  |
|  |                                           |  |  |  |  |  |  |  |  |  |  |  |  |  |  |  |
|  | 1. Victoria Kamāmalu                      |  |  |  |  |  |  |  |  |  |  |  |  |  |  |  |
|  |                                           |  |  |  |  |  |  |  |  |  |  |  |  |  |  |  |
|  |                                           |  |  |  |  |  |  |  |  |  |  |  |  |  |  |  |
|  | 24. Prince Kalanikeʻeaumoku               |  |  |  |  |  |  |  |  |  |  |  |  |  |  |  |
|  |                                           |  |  |  |  |  |  |  |  |  |  |  |  |  |  |  |
|  |                                           |  |  |  |  |  |  |  |  |  |  |  |  |  |  |  |
|  | 12. Keōua                                 |  |  |  |  |  |  |  |  |  |  |  |  |  |  |  |
|  |                                           |  |  |  |  |  |  |  |  |  |  |  |  |  |  |  |
|  |                                           |  |  |  |  |  |  |  |  |  |  |  |  |  |  |  |
|  | 25. Kamakaimoku                           |  |  |  |  |  |  |  |  |  |  |  |  |  |  |  |
|  |                                           |  |  |  |  |  |  |  |  |  |  |  |  |  |  |  |
|  |                                           |  |  |  |  |  |  |  |  |  |  |  |  |  |  |  |
|  | 6. Kamehameha I d'Hawaï                   |  |  |  |  |  |  |  |  |  |  |  |  |  |  |  |
|  |                                           |  |  |  |  |  |  |  |  |  |  |  |  |  |  |  |
|  |                                           |  |  |  |  |  |  |  |  |  |  |  |  |  |  |  |
|  | 26. Haʻae-a-Mahi de Kohala                |  |  |  |  |  |  |  |  |  |  |  |  |  |  |  |
|  |                                           |  |  |  |  |  |  |  |  |  |  |  |  |  |  |  |
|  |                                           |  |  |  |  |  |  |  |  |  |  |  |  |  |  |  |
|  | 13. Kekuʻiapoiwa                          |  |  |  |  |  |  |  |  |  |  |  |  |  |  |  |
|  |                                           |  |  |  |  |  |  |  |  |  |  |  |  |  |  |  |
|  |                                           |  |  |  |  |  |  |  |  |  |  |  |  |  |  |  |
|  | 27. Princesse Kekelakekeokalani-a-Keawe   |  |  |  |  |  |  |  |  |  |  |  |  |  |  |  |
|  |                                           |  |  |  |  |  |  |  |  |  |  |  |  |  |  |  |
|  |                                           |  |  |  |  |  |  |  |  |  |  |  |  |  |  |  |
|  | 3. Elisabeta Kinau                        |  |  |  |  |  |  |  |  |  |  |  |  |  |  |  |
|  |                                           |  |  |  |  |  |  |  |  |  |  |  |  |  |  |  |
|  |                                           |  |  |  |  |  |  |  |  |  |  |  |  |  |  |  |
|  | 28. Keawepoepoe de Kauaʻi                 |  |  |  |  |  |  |  |  |  |  |  |  |  |  |  |
|  |                                           |  |  |  |  |  |  |  |  |  |  |  |  |  |  |  |
|  |                                           |  |  |  |  |  |  |  |  |  |  |  |  |  |  |  |
|  | 14. Keeaumoku Pāpaiahiahi                 |  |  |  |  |  |  |  |  |  |  |  |  |  |  |  |
|  |                                           |  |  |  |  |  |  |  |  |  |  |  |  |  |  |  |
|  |                                           |  |  |  |  |  |  |  |  |  |  |  |  |  |  |  |
|  | 29. Aliʻi Nui Kūmaʻaikū                   |  |  |  |  |  |  |  |  |  |  |  |  |  |  |  |
|  |                                           |  |  |  |  |  |  |  |  |  |  |  |  |  |  |  |
|  |                                           |  |  |  |  |  |  |  |  |  |  |  |  |  |  |  |
|  | 7. Kalākua Kaheiheimālie                  |  |  |  |  |  |  |  |  |  |  |  |  |  |  |  |
|  |                                           |  |  |  |  |  |  |  |  |  |  |  |  |  |  |  |
|  |                                           |  |  |  |  |  |  |  |  |  |  |  |  |  |  |  |
|  | 30. Aliʻi Nui Kekaulikenuiahumanu de Maui |  |  |  |  |  |  |  |  |  |  |  |  |  |  |  |
|  |                                           |  |  |  |  |  |  |  |  |  |  |  |  |  |  |  |
|  |                                           |  |  |  |  |  |  |  |  |  |  |  |  |  |  |  |
|  | 15. Nāmāhāna-i-Kaleleokalani              |  |  |  |  |  |  |  |  |  |  |  |  |  |  |  |
|  |                                           |  |  |  |  |  |  |  |  |  |  |  |  |  |  |  |
|  |                                           |  |  |  |  |  |  |  |  |  |  |  |  |  |  |  |
|  | 31. Aliʻi Nui Haʻaloʻu de Kohala          |  |  |  |  |  |  |  |  |  |  |  |  |  |  |  |
|  |                                           |  |  |  |  |  |  |  |  |  |  |  |  |  |  |  |
|  |                                           |  |  |  |  |  |  |  |  |  |  |  |  |  |  |  |